# Публий Валерий Триарий
Публий Валерий Триарий (на латински: Publius Valerius Triarius) е римски конник от фамилията Валерии, клон Триарии през 1 век пр.н.е.
Публий е син на претора Луций Валерий Триарий и брат на Гай Валерий Триарий (49 пр.н.е. служи на Помпей Велики).
През 54 пр.н.е. той съди Марк Емилий Скавър Млади за подкупи в Сардиния, който, макар че е защитаван от Цицерон, е осъден и отива в изгнание.